# TRAPPIST-1 d
A TRAPPIST-1 b (más néven 2MASS J23062928-0502285 d) egy kis exobolygó, amely a TRAPPIST-1 nevű ultrahűvös vörös törpe körül kering, ami nagyjából 40 fényévre van a Földtől, a Vízöntő csillagképben. A bolygó felfedezését először 2016-ban jelentették be. A rendszer legkisebb tömegű bolygója és valószínűleg hidrogénszegény atmoszférája van, mint a Vénusznak, a Földnek és a Marsnak. Mindössze 4.3%-kal több napfény éri, mint a Földet, a lakható övezet szélén található. A felszínén lehetséges, hogy találhatóak óceánok és/vagy egy jégréteg. A Washingtoni Egyetem kutatásai szerint a TRAPPIST-1 d valószínűleg a Vénuszhoz hasonló atmoszférával rendelkezik és így lakhatatlan.

## Jellemzői
A TRAPPIST-1 d-t fedéssi móddal észlelték. A bolygó nagyjából 0.784 R⊕, maximum 147 km hibahatárral. A felfedezett exobolygók közül az egyik legkisebb tömeggel rendelkező, 0.297 M⊕. A Föld gravítációjának nagyjából felével rendelkezik, amely a legalacsonyabb a naprendszerében. Külső rétege valószínűleg atmoszférából, óceánokból és/vagy jégrétegből áll. Középhőmérséklete 282.1 K (9.0 °C; 48.1 °F), 0-ás albedóval. Ha a Földhöz hasonló 0.3-as albedóval rendelkezik, akkor hőmérséklete 258 K (−15 °C; 5 °F), ami nagyon hasonlít a Föld hőmérsékletére 255 K (−18 °C; −1 °F).

## Lakhatóság
Szakértők nem tudnak megegyezni, hogy a TRAPPIST-1 d lakható-e és rendelkezik-e Földhöz hasonló tulajdonságokkal, vagy csak szimplán magas az üvegházhatás a bolygón.
Egyes szempontokból az eddigi leginkább Földhöz hasonlító bolygó, amit felfedeztek. Ugyan sokkal kisebb, több sugárzás éri, mint a bolygónkat. Nem hidrogén vagy héliumalapú az atmoszférája, amely miatt a legnagyobb bolygók lakhatatlanok lesznek. Lehetséges, hogy van felszínén víz, akár sokkal több is, mint a Földön. Tengelyforgása valószínűleg kötött, atmoszférája lehet elég sűrű, hogy a hideg oldalra is vezessen meleget.
A Washingtoni Egyetem kutatásai szerint létrehozott modelleken általában lakhatatlanként kezelik a bolygó atmoszféráját. Csillagának lakható övezetének szélén található. Van rá esély, hogy a bolygó korai történetét nem élte túl a felszínén lévő víz.

## Galéria
- A TRAPPIST-1 d fantáziarajza
- Összehasonlítás a rendszer többi bolygójával
- Lehetséges kilátás a középső bolygók egyikéről.